# Coppa del Mondo di sci alpino 2020
La Coppa del Mondo di sci alpino 2020 è stata la cinquantaquattresima edizione della manifestazione organizzata dalla Federazione Internazionale Sci. La stagione è stata interrotta anticipatamente a causa alla pandemia di COVID-19 con l'annullamento, tra l'altro, delle finali in programma a Cortina d'Ampezzo.
La stagione maschile è iniziata il 27 ottobre 2019 a Sölden, in Austria, e si è conclusa il 7 marzo 2020 a Lillehammer Kvitfjell, in Norvegia; sono state disputate 36 delle 44 gare in programma (9 discese libere, 6 supergiganti, 7 slalom giganti, 9 slalom speciali, 3 combinate, 2 slalom paralleli), in 20 diverse località. Il norvegese Aleksander Aamodt Kilde si è aggiudicato la Coppa del Mondo generale; gli svizzeri Beat Feuz e Mauro Caviezel hanno vinto rispettivamente la Coppa del Mondo di discesa libera e quella di supergigante, il norvegese Henrik Kristoffersen quelle di slalom gigante e di slalom speciale, il francese Alexis Pinturault quella di combinata e lo svizzero Loïc Meillard quella di slalom parallelo (assegnata per la prima volta). L'austriaco Marcel Hirscher era il detentore uscente della Coppa generale.
La stagione femminile è iniziata il 26 novembre 2019 a Sölden, in Austria, e si è conclusa il 29 febbraio 2020 a La Thuile, in Italia; sono state disputate 30 delle 41 gare in programma (8 discese libere, 6 supergiganti, 6 slalom giganti, 6 slalom speciali, 2 combinate, 2 slalom paralleli), in 17 diverse località. L'italiana Federica Brignone si è aggiudicata sia la Coppa del Mondo generale, sia quelle di slalom gigante e di combinata; la svizzera Corinne Suter ha vinto le Coppe del Mondo di discesa libera e di supergigante, la slovacca Petra Vlhová quelle di slalom speciale e di slalom parallelo (assegnata per la prima volta). La statunitense Mikaela Shiffrin era la detentrice uscente della Coppa generale.
Era stata inserita in calendario una gara a squadre mista, da disputare durante le finali di Cortina d'Ampezzo, ma è stata annullata.

## Uomini

### Risultati
| Data             | Località               | Nazione     | Pista                          | Spec. | Primo                   | Secondo                                | Terzo                                      |
| ---------------- | ---------------------- | ----------- | ------------------------------ | ----- | ----------------------- | -------------------------------------- | ------------------------------------------ |
| 27 ottobre 2019  | Sölden                 | Austria     | Rettenbach                     | GS    | Alexis Pinturault       | Mathieu Faivre                         | Žan Kranjec                                |
| 24 novembre 2019 | Levi                   | Finlandia   | Levi Black                     | SL    | Henrik Kristoffersen    | Clément Noël                           | Daniel Yule                                |
| 30 novembre 2019 | Lake Louise            | Canada      | Men's Olympic Downhill         | DH    | Thomas Dreßen           | Dominik Paris                          | Beat Feuz Carlo Janka                      |
| 1º dicembre 2019 | Lake Louise            | Canada      | Men's Olympic Downhill         | SG    | Matthias Mayer          | Dominik Paris                          | Mauro Caviezel Vincent Kriechmayr          |
| 6 dicembre 2019  | Beaver Creek           | Stati Uniti | Birds of Prey                  | SG    | Marco Odermatt          | Aleksander Aamodt Kilde                | Matthias Mayer                             |
| 7 dicembre 2019  | Beaver Creek           | Stati Uniti | Birds of Prey                  | DH    | Beat Feuz               | Johan Clarey Vincent Kriechmayr        |                                            |
| 8 dicembre 2019  | Beaver Creek           | Stati Uniti | Birds of Prey                  | GS    | Tommy Ford              | Henrik Kristoffersen                   | Leif Kristian Haugen                       |
| 15 dicembre 2019 | Val-d'Isère            | Francia     | La face de Bellevarde          | SL    | Alexis Pinturault       | André Myhrer                           | Stefano Gross                              |
| 20 dicembre 2019 | Val Gardena            | Italia      | Saslong                        | SG    | Vincent Kriechmayr      | Kjetil Jansrud                         | Thomas Dreßen                              |
| 22 dicembre 2019 | Alta Badia             | Italia      | Gran Risa                      | GS    | Henrik Kristoffersen    | Cyprien Sarrazin                       | Žan Kranjec                                |
| 23 dicembre 2019 | Alta Badia             | Italia      | Gran Risa                      | PR    | Rasmus Windingstad      | Stefan Luitz                           | Roland Leitinger                           |
| 27 dicembre 2019 | Bormio                 | Italia      | Stelvio                        | DH    | Dominik Paris           | Beat Feuz                              | Matthias Mayer                             |
| 28 dicembre 2019 | Bormio                 | Italia      | Stelvio                        | DH    | Dominik Paris           | Urs Kryenbühl                          | Beat Feuz                                  |
| 29 dicembre 2019 | Bormio                 | Italia      | Stelvio                        | KB    | Alexis Pinturault       | Aleksander Aamodt Kilde                | Loïc Meillard                              |
| 5 gennaio 2020   | Zagabria Sljeme        | Croazia     | Crveni Spust                   | SL    | Clément Noël            | Ramon Zenhäusern                       | Alex Vinatzer                              |
| 8 gennaio 2020   | Madonna di Campiglio   | Italia      | 3-Tre                          | SL    | Daniel Yule             | Henrik Kristoffersen                   | Clément Noël                               |
| 11 gennaio 2020  | Adelboden              | Svizzera    | Chuenisbärgli                  | GS    | Žan Kranjec             | Filip Zubčić                           | Henrik Kristoffersen Victor Muffat Jeandet |
| 12 gennaio 2020  | Adelboden              | Svizzera    | Chuenisbärgli                  | SL    | Daniel Yule             | Henrik Kristoffersen                   | Marco Schwarz                              |
| 17 gennaio 2020  | Wengen                 | Svizzera    | Lauberhorn Männlichen/Jungfrau | KB    | Matthias Mayer          | Alexis Pinturault                      | Victor Muffat Jeandet                      |
| 18 gennaio 2020  | Wengen                 | Svizzera    | Lauberhorn                     | DH    | Beat Feuz               | Dominik Paris                          | Thomas Dreßen                              |
| 19 gennaio 2020  | Wengen                 | Svizzera    | Männlichen/Jungfrau            | SL    | Clément Noël            | Henrik Kristoffersen                   | Aleksandr Chorošilov                       |
| 24 gennaio 2020  | Kitzbühel              | Austria     | Streifalm                      | SG    | Kjetil Jansrud          | Aleksander Aamodt Kilde Matthias Mayer |                                            |
| 25 gennaio 2020  | Kitzbühel              | Austria     | Streif                         | DH    | Matthias Mayer          | Beat Feuz Vincent Kriechmayr           |                                            |
| 26 gennaio 2020  | Kitzbühel              | Austria     | Ganslern                       | SL    | Daniel Yule             | Marco Schwarz                          | Clément Noël                               |
| 28 gennaio 2020  | Schladming             | Austria     | Planai                         | SL    | Henrik Kristoffersen    | Alexis Pinturault                      | Daniel Yule                                |
| 1º febbraio 2020 | Garmisch-Partenkirchen | Germania    | Kandahar                       | DH    | Thomas Dreßen           | Aleksander Aamodt Kilde                | Johan Clarey                               |
| 2 febbraio 2020  | Garmisch-Partenkirchen | Germania    | Kandahar                       | GS    | Alexis Pinturault       | Loïc Meillard                          | Leif Kristian Haugen                       |
| 8 febbraio 2020  | Chamonix               | Francia     | La Verte des Houches           | SL    | Clément Noël            | Timon Haugan                           | Adrian Pertl                               |
| 9 febbraio 2020  | Chamonix               | Francia     | La Verte des Houches           | PR    | Loïc Meillard           | Thomas Tumler                          | Alexander Schmid                           |
| 13 febbraio 2020 | Saalbach-Hinterglemm   | Austria     | Zwölfer                        | DH    | Thomas Dreßen           | Beat Feuz                              | Mauro Caviezel                             |
| 14 febbraio 2020 | Saalbach-Hinterglemm   | Austria     | Zwölfer                        | SG    | Aleksander Aamodt Kilde | Mauro Caviezel                         | Thomas Dreßen                              |
| 22 febbraio 2020 | Naeba                  | Giappone    | 2016 World Cup Course          | GS    | Filip Zubčić            | Marco Odermatt                         | Tommy Ford                                 |
| 23 febbraio 2020 | Naeba                  | Giappone    | 2016 World Cup Course          | SL    | annullata               | annullata                              | annullata                                  |
| 29 febbraio 2020 | Hinterstoder           | Austria     | Hannes Trinkl                  | SG    | Vincent Kriechmayr      | Mauro Caviezel                         | Matthias Mayer                             |
| 1º marzo 2020    | Hinterstoder           | Austria     | Hannes Trinkl                  | KB    | Alexis Pinturault       | Mauro Caviezel                         | Aleksander Aamodt Kilde                    |
| 2 marzo 2020     | Hinterstoder           | Austria     | Hannes Trinkl                  | GS    | Alexis Pinturault       | Filip Zubčić                           | Henrik Kristoffersen                       |
| 7 marzo 2020     | Lillehammer Kvitfjell  | Norvegia    | Olympiabakken                  | DH    | Matthias Mayer          | Aleksander Aamodt Kilde                | Carlo Janka                                |
| 8 marzo 2020     | Lillehammer Kvitfjell  | Norvegia    | Olympiabakken                  | SG    | annullata               | annullata                              | annullata                                  |
| 14 marzo 2020    | Kranjska Gora          | Slovenia    | Podkoren                       | GS    | annullata               | annullata                              | annullata                                  |
| 15 marzo 2020    | Kranjska Gora          | Slovenia    | Podkoren                       | SL    | annullata               | annullata                              | annullata                                  |
| 18 marzo 2020    | Cortina d'Ampezzo      | Italia      | Vertigine                      | DH    | annullata               | annullata                              | annullata                                  |
| 19 marzo 2020    | Cortina d'Ampezzo      | Italia      | Vertigine                      | SG    | annullata               | annullata                              | annullata                                  |
| 21 marzo 2020    | Cortina d'Ampezzo      | Italia      | Olimpia delle Tofane           | GS    | annullata               | annullata                              | annullata                                  |
| 22 marzo 2020    | Cortina d'Ampezzo      | Italia      | Rumerlo                        | SL    | annullata               | annullata                              | annullata                                  |

Legenda:

DH = discesa libera

SG = supergigante

GS = slalom gigante

SL = slalom speciale

KB = combinata

PR = slalom parallelo

### Classifiche

#### Generale

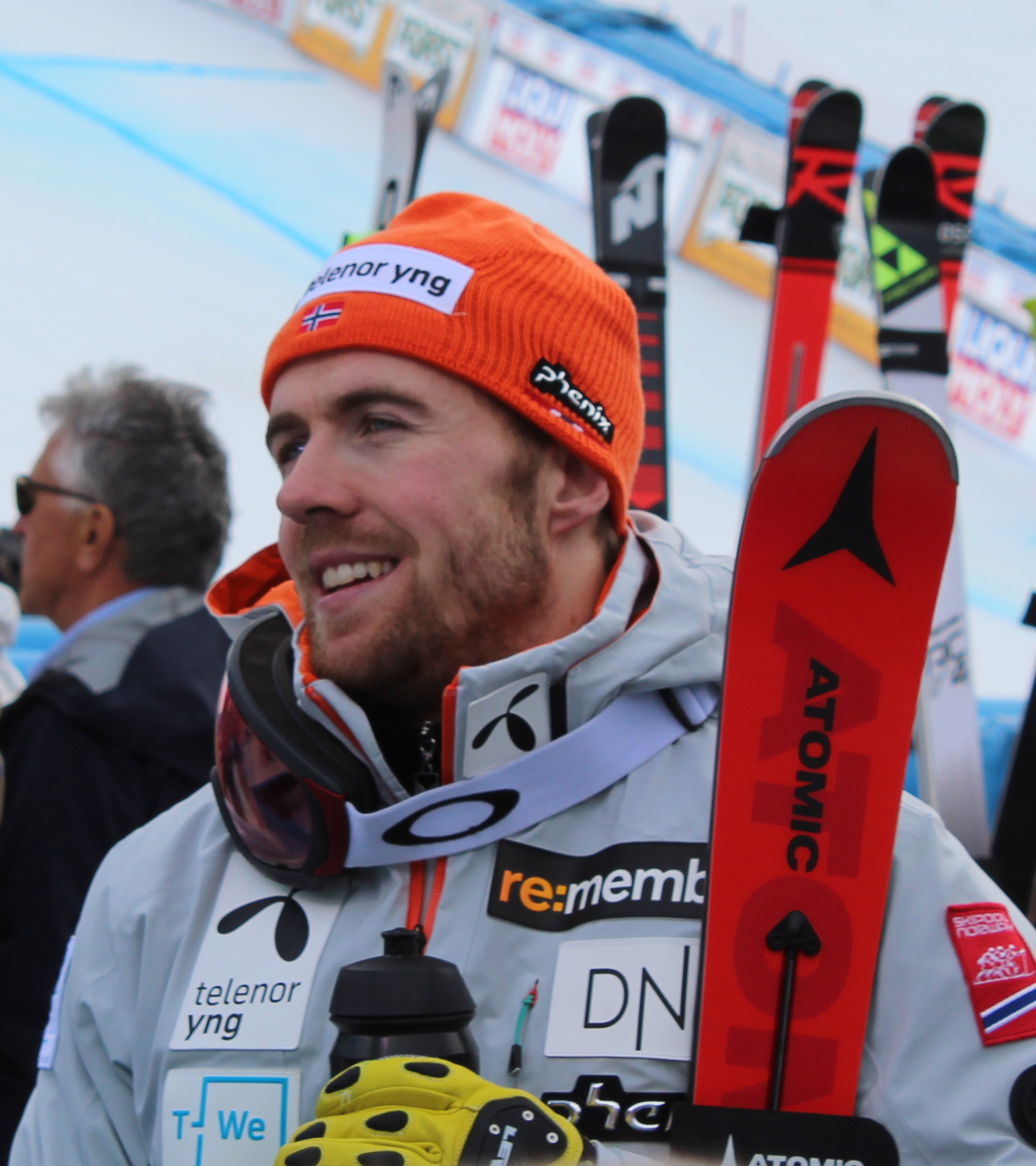
Aleksander Aamodt Kilde a Bormio nel 2019

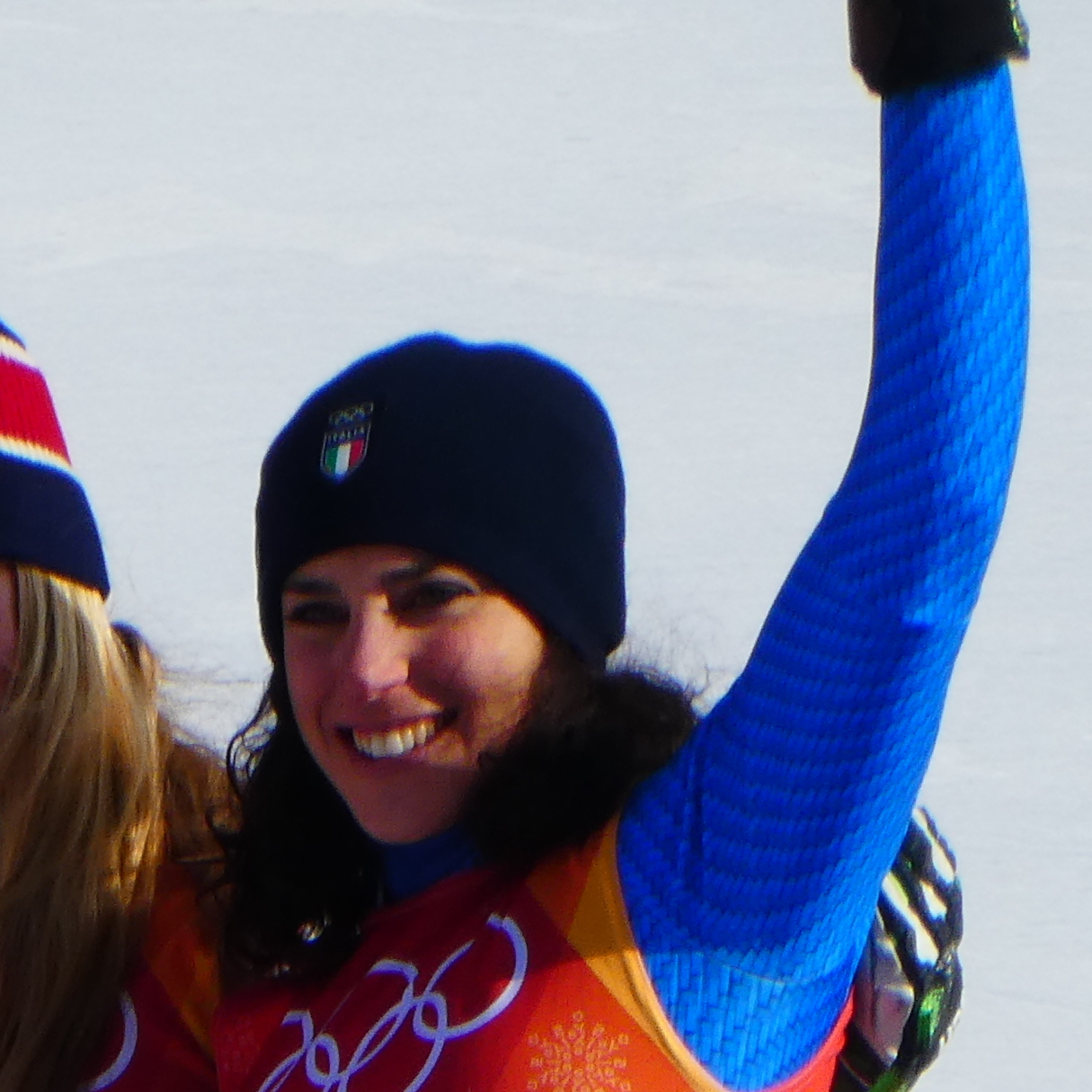
Federica Brignone a Pyeongchang nel 2018

| Pos. | Nome                    | Nazione  | Punti |
| ---- | ----------------------- | -------- | ----- |
| 1    | Aleksander Aamodt Kilde | Norvegia | 1202  |
| 2    | Alexis Pinturault       | Francia  | 1148  |
| 3    | Henrik Kristoffersen    | Norvegia | 1041  |
| 4    | Matthias Mayer          | Austria  | 916   |
| 5    | Vincent Kriechmayr      | Austria  | 794   |
| 6    | Beat Feuz               | Svizzera | 792   |
| 7    | Mauro Caviezel          | Svizzera | 669   |
| 8    | Kjetil Jansrud          | Norvegia | 665   |
| 9    | Thomas Dreßen           | Germania | 602   |
| 10   | Loïc Meillard           | Svizzera | 579   |

#### Discesa libera
| Pos. | Nome                    | Nazione  | Punti |
| ---- | ----------------------- | -------- | ----- |
| 1    | Beat Feuz               | Svizzera | 650   |
| 2    | Thomas Dreßen           | Germania | 438   |
| 3    | Matthias Mayer          | Austria  | 424   |
| 4    | Aleksander Aamodt Kilde | Norvegia | 413   |
| 5    | Dominik Paris           | Italia   | 384   |

#### Supergigante
| Pos. | Nome                    | Nazione  | Punti |
| ---- | ----------------------- | -------- | ----- |
| 1    | Mauro Caviezel          | Svizzera | 365   |
| 2    | Vincent Kriechmayr      | Austria  | 362   |
| 3    | Aleksander Aamodt Kilde | Norvegia | 336   |
| 4    | Matthias Mayer          | Austria  | 324   |
| 5    | Kjetil Jansrud          | Norvegia | 305   |

#### Slalom gigante
| Pos. | Nome                 | Nazione     | Punti |
| ---- | -------------------- | ----------- | ----- |
| 1    | Henrik Kristoffersen | Norvegia    | 394   |
| 2    | Alexis Pinturault    | Francia     | 388   |
| 3    | Filip Zubčić         | Croazia     | 368   |
| 4    | Žan Kranjec          | Slovenia    | 364   |
| 5    | Tommy Ford           | Stati Uniti | 267   |

#### Slalom speciale
| Pos. | Nome                   | Nazione  | Punti |
| ---- | ---------------------- | -------- | ----- |
| 1    | Henrik Kristoffersen   | Norvegia | 552   |
| 2    | Clément Noël           | Francia  | 550   |
| 3    | Daniel Yule            | Svizzera | 495   |
| 4    | Ramon Zenhäusern       | Svizzera | 323   |
| 5    | Sebastian Foss Solevåg | Norvegia | 297   |

#### Combinata
| Pos. | Nome                    | Nazione  | Punti |
| ---- | ----------------------- | -------- | ----- |
| 1    | Alexis Pinturault       | Francia  | 280   |
| 2    | Aleksander Aamodt Kilde | Norvegia | 172   |
| 3    | Matthias Mayer          | Austria  | 140   |
| 4    | Riccardo Tonetti        | Italia   | 140   |
| 5    | Loïc Meillard           | Svizzera | 139   |

#### Slalom parallelo
| Pos. | Nome               | Nazione  | Punti |
| ---- | ------------------ | -------- | ----- |
| 1    | Loïc Meillard      | Svizzera | 129   |
| 2    | Rasmus Windingstad | Norvegia | 103   |
| 3    | Stefan Luitz       | Germania | 82    |
| 4    | Thomas Tumler      | Svizzera | 80    |
| 5    | Roland Leitinger   | Austria  | 73    |
| 5    | Alexander Schmid   | Germania | 73    |

## Donne

### Risultati
| Data             | Località               | Nazione     | Pista                   | Spec. | Prima                          | Seconda             | Terza                      |
| ---------------- | ---------------------- | ----------- | ----------------------- | ----- | ------------------------------ | ------------------- | -------------------------- |
| 26 ottobre 2019  | Sölden                 | Austria     | Rettenbach              | GS    | Alice Robinson                 | Mikaela Shiffrin    | Tessa Worley               |
| 23 novembre 2019 | Levi                   | Finlandia   | Levi Black              | SL    | Mikaela Shiffrin               | Wendy Holdener      | Katharina Truppe           |
| 30 novembre 2019 | Killington             | Stati Uniti | Superstar               | GS    | Marta Bassino                  | Federica Brignone   | Mikaela Shiffrin           |
| 1º dicembre 2019 | Killington             | Stati Uniti | Superstar               | SL    | Mikaela Shiffrin               | Petra Vlhová        | Anna Swenn Larsson         |
| 6 dicembre 2019  | Lake Louise            | Canada      | Men's Olympic Downhill  | DH    | Ester Ledecká                  | Corinne Suter       | Stephanie Venier           |
| 7 dicembre 2019  | Lake Louise            | Canada      | Men's Olympic Downhill  | DH    | Nicole Schmidhofer             | Mikaela Shiffrin    | Francesca Marsaglia        |
| 8 dicembre 2019  | Lake Louise            | Canada      | Men's Olympic Downhill  | SG    | Viktoria Rebensburg            | Nicol Delago        | Corinne Suter              |
| 14 dicembre 2019 | Sankt Moritz           | Svizzera    | Engiadina               | SG    | Sofia Goggia                   | Federica Brignone   | Mikaela Shiffrin           |
| 15 dicembre 2019 | Sankt Moritz           | Svizzera    | Engiadina               | PR    | Petra Vlhová                   | Anna Swenn Larsson  | Franziska Gritsch          |
| 17 dicembre 2019 | Courchevel             | Francia     | Émile Allais            | GS    | Federica Brignone              | Mina Fürst Holtmann | Wendy Holdener             |
| 22 dicembre 2019 | Val-d'Isère            | Francia     | Oreiller-Killy          | KB    | annullata                      | annullata           | annullata                  |
| 28 dicembre 2019 | Lienz                  | Austria     | Schlossberg             | GS    | Mikaela Shiffrin               | Marta Bassino       | Katharina Liensberger      |
| 29 dicembre 2019 | Lienz                  | Austria     | Schlossberg             | SL    | Mikaela Shiffrin               | Petra Vlhová        | Michelle Gisin             |
| 4 gennaio 2020   | Zagabria Sljeme        | Croazia     | Crveni Spust            | SL    | Petra Vlhová                   | Mikaela Shiffrin    | Katharina Liensberger      |
| 11 gennaio 2020  | Altenmarkt-Zauchensee  | Austria     | Gamskogel               | DH    | Corinne Suter                  | Nicol Delago        | Michelle Gisin             |
| 12 gennaio 2020  | Altenmarkt-Zauchensee  | Austria     | Gamskogel Schmalzleiten | KB    | Federica Brignone              | Wendy Holdener      | Marta Bassino              |
| 14 gennaio 2020  | Flachau                | Austria     | Hermann Maier           | SL    | Petra Vlhová                   | Anna Swenn Larsson  | Mikaela Shiffrin           |
| 18 gennaio 2020  | Sestriere              | Italia      | Kandahar Slalom         | GS    | Federica Brignone Petra Vlhová |                     | Mikaela Shiffrin           |
| 19 gennaio 2020  | Sestriere              | Italia      | Kandahar Slalom         | PR    | Clara Direz                    | Elisa Mörzinger     | Marta Bassino              |
| 24 gennaio 2020  | Bansko                 | Bulgaria    | Marc Girardelli         | DH    | Mikaela Shiffrin               | Federica Brignone   | Joana Hählen               |
| 25 gennaio 2020  | Bansko                 | Bulgaria    | Marc Girardelli         | DH    | Elena Curtoni                  | Marta Bassino       | Federica Brignone          |
| 26 gennaio 2020  | Bansko                 | Bulgaria    | Marc Girardelli         | SG    | Mikaela Shiffrin               | Marta Bassino       | Lara Gut-Behrami           |
| 2 febbraio 2020  | Soči Krasnaja Poljana  | Russia      | Roza Chutor             | SG    | Federica Brignone              | Sofia Goggia        | Joana Hählen               |
| 8 febbraio 2020  | Garmisch-Partenkirchen | Germania    | Kandahar                | DH    | Viktoria Rebensburg            | Federica Brignone   | Ester Ledecká              |
| 9 febbraio 2020  | Garmisch-Partenkirchen | Germania    | Kandahar                | SG    | Corinne Suter                  | Nicole Schmidhofer  | Wendy Holdener             |
| 15 febbraio 2020 | Kranjska Gora          | Slovenia    | Podkoren                | GS    | Alice Robinson                 | Petra Vlhová        | Wendy Holdener Meta Hrovat |
| 16 febbraio 2020 | Kranjska Gora          | Slovenia    | Podkoren                | SL    | Petra Vlhová                   | Wendy Holdener      | Katharina Truppe           |
| 21 febbraio 2020 | Crans-Montana          | Svizzera    | Mont Lachaux            | DH    | Lara Gut-Behrami               | Corinne Suter       | Stephanie Venier           |
| 22 febbraio 2020 | Crans-Montana          | Svizzera    | Mont Lachaux            | DH    | Lara Gut-Behrami               | Corinne Suter       | Nina Ortlieb               |
| 23 febbraio 2020 | Crans-Montana          | Svizzera    | Mont Lachaux            | KB    | Federica Brignone              | Franziska Gritsch   | Ester Ledecká              |
| 29 febbraio 2020 | La Thuile              | Italia      | 3-Franco Berthod        | SG    | Nina Ortlieb                   | Federica Brignone   | Corinne Suter              |
| 1º marzo 2020    | La Thuile              | Italia      | 3-Franco Berthod        | KB    | annullata                      | annullata           | annullata                  |
| 7 marzo 2020     | Ofterschwang           | Germania    | Ofterschwanger Horn     | GS    | annullata                      | annullata           | annullata                  |
| 8 marzo 2020     | Ofterschwang           | Germania    | Ofterschwanger Horn     | SL    | annullata                      | annullata           | annullata                  |
| 12 marzo 2020    | Åre                    | Svezia      |                         | PR    | annullata                      | annullata           | annullata                  |
| 13 marzo 2020    | Åre                    | Svezia      | Gästrappet              | GS    | annullata                      | annullata           | annullata                  |
| 14 marzo 2020    | Åre                    | Svezia      | Gästrappet              | SL    | annullata                      | annullata           | annullata                  |
| 18 marzo 2020    | Cortina d'Ampezzo      | Italia      | Olimpia delle Tofane    | DH    | annullata                      | annullata           | annullata                  |
| 19 marzo 2020    | Cortina d'Ampezzo      | Italia      | Olimpia delle Tofane    | SG    | annullata                      | annullata           | annullata                  |
| 21 marzo 2020    | Cortina d'Ampezzo      | Italia      | Rumerlo                 | SL    | annullata                      | annullata           | annullata                  |
| 22 marzo 2020    | Cortina d'Ampezzo      | Italia      | Olimpia delle Tofane    | GS    | annullata                      | annullata           | annullata                  |

Legenda:

DH = discesa libera

SG = supergigante

GS = slalom gigante

SL = slalom speciale

KB = combinata

PR = slalom parallelo

### Classifiche

#### Generale
| Pos. | Nome                | Nazione     | Punti |
| ---- | ------------------- | ----------- | ----- |
| 1    | Federica Brignone   | Italia      | 1378  |
| 2    | Mikaela Shiffrin    | Stati Uniti | 1225  |
| 3    | Petra Vlhová        | Slovacchia  | 1189  |
| 4    | Corinne Suter       | Svizzera    | 837   |
| 5    | Marta Bassino       | Italia      | 817   |
| 6    | Wendy Holdener      | Svizzera    | 791   |
| 7    | Lara Gut-Behrami    | Svizzera    | 616   |
| 8    | Michelle Gisin      | Svizzera    | 591   |
| 9    | Viktoria Rebensburg | Germania    | 556   |
| 10   | Ester Ledecká       | Rep. Ceca   | 503   |

#### Discesa libera
| Pos. | Nome              | Nazione     | Punti |
| ---- | ----------------- | ----------- | ----- |
| 1    | Corinne Suter     | Svizzera    | 477   |
| 2    | Ester Ledecká     | Rep. Ceca   | 322   |
| 3    | Federica Brignone | Italia      | 320   |
| 4    | Lara Gut-Behrami  | Svizzera    | 288   |
| 5    | Mikaela Shiffrin  | Stati Uniti | 256   |

#### Supergigante
| Pos. | Nome               | Nazione  | Punti |
| ---- | ------------------ | -------- | ----- |
| 1    | Corinne Suter      | Svizzera | 360   |
| 2    | Federica Brignone  | Italia   | 341   |
| 3    | Nicole Schmidhofer | Austria  | 217   |
| 4    | Lara Gut-Behrami   | Svizzera | 209   |
| 5    | Stephanie Venier   | Austria  | 205   |

#### Slalom gigante
| Pos. | Nome              | Nazione       | Punti |
| ---- | ----------------- | ------------- | ----- |
| 1    | Federica Brignone | Italia        | 407   |
| 2    | Petra Vlhová      | Slovacchia    | 333   |
| 3    | Mikaela Shiffrin  | Stati Uniti   | 314   |
| 4    | Marta Bassino     | Italia        | 309   |
| 5    | Alice Robinson    | Nuova Zelanda | 300   |

#### Slalom speciale
| Pos. | Nome                  | Nazione     | Punti |
| ---- | --------------------- | ----------- | ----- |
| 1    | Petra Vlhová          | Slovacchia  | 460   |
| 2    | Mikaela Shiffrin      | Stati Uniti | 440   |
| 3    | Katharina Liensberger | Austria     | 276   |
| 4    | Wendy Holdener        | Svizzera    | 260   |
| 5    | Anna Swenn Larsson    | Svezia      | 235   |

#### Combinata
| Pos. | Nome               | Nazione   | Punti |
| ---- | ------------------ | --------- | ----- |
| 1    | Federica Brignone  | Italia    | 200   |
| 2    | Wendy Holdener     | Svizzera  | 125   |
| 3    | Ester Ledecká      | Rep. Ceca | 100   |
| 4    | Franziska Gritsch  | Austria   | 80    |
| 5    | Ramona Siebenhofer | Austria   | 64    |

#### Slalom parallelo
| Pos. | Nome               | Nazione    | Punti |
| ---- | ------------------ | ---------- | ----- |
| 1    | Petra Vlhová       | Slovacchia | 113   |
| 2    | Clara Direz        | Francia    | 100   |
| 3    | Federica Brignone  | Italia     | 90    |
| 4    | Elisa Mörzinger    | Austria    | 80    |
| 4    | Anna Swenn Larsson | Svezia     | 80    |

## Coppa delle Nazioni

### Risultati
| Data          | Località          | Nazione | Pista | Spec. | Prima     | Seconda   | Terza     |
| ------------- | ----------------- | ------- | ----- | ----- | --------- | --------- | --------- |
| 20 marzo 2020 | Cortina d'Ampezzo | Italia  |       | PR    | annullata | annullata | annullata |

Legenda:

PR = slalom parallelo

### Classifiche
Le classifiche della Coppa delle Nazioni vengono stilate sommando i punti ottenuti da ogni atleta in ogni gara individuale e quelli assegnati nella gara a squadre.

#### Generale
| Pos. | Nazione  | Punti |
| ---- | -------- | ----- |
| 1    | Svizzera | 8732  |
| 2    | Austria  | 7694  |
| 3    | Italia   | 6274  |
| 4    | Norvegia | 5644  |
| 5    | Francia  | 5283  |

#### Uomini
| Pos. | Nazione  | Punti |
| ---- | -------- | ----- |
| 1    | Svizzera | 4979  |
| 2    | Norvegia | 4399  |
| 3    | Francia  | 4197  |
| 4    | Austria  | 3879  |
| 5    | Italia   | 2205  |

#### Donne
| Pos. | Nazione     | Punti |
| ---- | ----------- | ----- |
| 1    | Italia      | 4069  |
| 2    | Austria     | 3815  |
| 3    | Svizzera    | 3753  |
| 4    | Stati Uniti | 1719  |
| 5    | Germania    | 1294  |